# Jaime Lozano
Jaime Arturo Lozano Espín (Ciudad de México, 29 de septiembre de 1978) es un exfutbolista y entrenador mexicano. Durante su trayectoria como futbolista se desempeñó como centrocampista. Actualmente dirige al C. F. Pachuca.

## Trayectoria como jugador
Debutó con en el Club Universidad Nacional en 1998, donde jugó hasta el 2001, de ahí pasó a Celaya. En 2002, volvió al equipo de la UNAM donde ganó el bicampeonato: los campeonatos de Clausura 2004 y Apertura 2004 y el Trofeo Santiago Bernabéu.
Jugó la Copa FIFA Confederaciones con México. 
Para el Apertura 2005 fue fichado por los Tigres de la UANL siendo el jugador más caro en el mercado mexicano en ese año. Sin embargo en el año 2007, fue separado del primer equipo, por lo que entrenó con el club filial Tigres de Reynosa. Dicha separación, según la directiva del equipo, se debió al bajo rendimiento del jugador en el Torneo Apertura 2007. Por otra parte se dice que fue una medida disciplinaria por haber hecho declaraciones fuertes tras el descalabro de su equipo como visitante ante el Puebla en el partido correspondiente a la jornada 10 del Torneo Apertura 2007.
El jugador externó su inconformidad con la resolución y dijo que trataría de negociar su salida del club universitario norteño una vez concluido dicho torneo; su siguiente paso se dirigiría hacia otro grande, después de Universidad Nacional, y los Tigres de la UANL, su pase se concretó al Cruz Azul el 18 de diciembre de 2007. Se confirmó: "Jaime Lozano ya es parte de la Máquina Celeste de Cruz Azul y en venta definitiva", lo cual cambió radicalmente el semblante a El Jimmy, quien estuvo por debajo de las expectativas en su paso por los Tigres, con lo que terminó la incertidumbre para el volante izquierdo.
Después fue traspasado a Monarcas Morelia donde jugó algunas temporadas e inclusive en la final del Clausura 2011 marcó un gol al equipo de la Universidad Nacional Autónoma de México aunque perdieron por marcador global de 3-2 a favor e los felinos.
En el Apertura 2012 es prestado por 2 años al Club Universidad Nacional bajo el mandato de Joaquín del Olmo. Tras el despido de Del Olmo, no fue contemplado como titular en la Liga MX.
En junio del 2013, había sido contratado para jugar con Alebrijes de Oaxaca para el Apertura 2013, pero poco después, por problemas salariales y de familia, no quiso ir, y al no encontrar otra opción, decidió definitivamente retirarse de las canchas.

## Trayectoria como entrenador

### Querétaro
En enero de 2017, inició su carrera como entrenador tras ser electo como nuevo director técnico de los Gallos Blancos de Querétaro en sustitución de Víctor Manuel Vucetich, de quien era auxiliar técnico. Lozano se había desempeñado como director del equipo Sub-20 entre 2015 y 2016. Tras su ascenso al mando del equipo, finalizó el torneo en el lugar 15 de la tabla general con 19 puntos producto de cinco victorias, dos empates y seis derrotas durante su gestión, debutó con un empate a cero goles en la cancha del Cruz Azul.
El 16 de julio de 2017, inició su primera temporada al mando de un club, ese mismo día consiguió su primer título como entrenador tras ganar la Supercopa de México. Sin embargo, el 22 de octubre fue cesado del cargo luego de dirigir 18 juegos de Liga y Copa. El balance de Lozano fue de tres victorias, siete empates y ocho derrotas. Finalizó su etapa en el último lugar de la tabla general del torneo de liga luego de haber conseguido once puntos de 42 posibles además de estar en el penúltimo lugar de la tabla porcentual de descenso.

### Selección sub-23 de México
El 18 de diciembre de 2018, Lozano fue nombrado entrenador de la selección sub-23 de México.En el Torneo Maurice Revello 2019, Lozano llevó al equipo al tercer puesto, derrotando a Irlanda en la tanda de penaltis por 4-3 tras un empate sin goles.Al disputar los Juegos Panamericanos del mes siguiente, llevó al equipo al tercer puesto, derrotando a Uruguay por 1-0 y recibiendo la medalla de bronce.En los Juegos Olímpicos 2020, Lozano llevó al equipo sub-23 a un tercer puesto, derrotando al anfitrión Japón por 3-1 en el partido por la medalla de bronce.Luego del encuentro, el 5 de agosto de 2021, anunció que no continuaría en su cargo.

#### Participaciones en Fases Finales
| Torneos                         | Sede   | Resultado         |
| ------------------------------- | ------ | ----------------- |
| Juegos Panamericanos de 2019    | Lima   | Medalla de Bronce |
| Preolímpico de Concacaf de 2020 | México | Campeón           |
| Juegos Olímpicos de Tokio 2020  | Tokio  | Medalla de Bronce |

### Necaxa
El 9 de febrero de 2022, Lozano fue nombrado entrenador del Necaxa de la Liga MX.Lideró al equipo a la fase de Reclasificación del Clausura 2022, donde empató 1-1 en el global pero perdió 3-1 en la tanda de penales ante Cruz Azul. Luego de no pasar la fase de Reclasificación del Apertura 2022, Lozano dejó el cargo de mutuo acuerdo.

### Selección de México
Después de la derrota de México por 3-0 ante Estados Unidos en las semifinales de la Liga de Naciones de la Concacaf 2023, Lozano fue designado entrenador interino de cara a la Copa Oro de la Concacaf en junio de 2023.Un mes después, la selección mexicana ganó el torneo, al derrotar a Panamá por 1-0 en la final.El 10 de agosto, el presidente de la FMF, Ivar Sisniega, anunció que sería ratificado en su cargo.En su segunda competencia oficial, la Copa América 2024, el equipo norteamericano quedó eliminado en la fase de grupos luego de finalizar en la tercera posición del Grupo B. El 16 de julio de 2024, renunció a su cargo.

#### Participaciones en Fases Finales
| Torneos                         | Sede           | Resultado      |
| ------------------------------- | -------------- | -------------- |
| Copa de Oro de la Concacaf 2023 | Estados Unidos | Campeón        |
| Copa América 2024               | Estados Unidos | Fase de grupos |

### Pachuca
El 29 de mayo de 2025, fue confirmado como técnico del C. F. Pachuca.

## Selección nacional
Participó en las eliminatorias rumbo a Alemania 2006, en la Copa América 2004 y del 2007, en la Copa de Oro 2007, en los Juegos Olímpicos de Atenas 2004 y en la Copa FIFA Confederaciones 2005, donde tuvo una sobresaliente actuación.
| Club               | País   | PJ | Goles | Periodo     |
| ------------------ | ------ | -- | ----- | ----------- |
| Selección Mexicana | México | 34 | 12    | 2000 - 2008 |

### Participaciones en Copa FIFA Confederaciones
| Copa                      | Sede     | Resultado    |
| ------------------------- | -------- | ------------ |
| Copa Confederaciones 2005 | Alemania | Cuarto lugar |

### Participaciones en Copa América
| Copa              | Sede      | Resultado        |
| ----------------- | --------- | ---------------- |
| Copa América 2004 | Perú      | Cuartos de final |
| Copa América 2007 | Venezuela | Tercer lugar     |

### Participaciones en Copa de Oro de la CONCACAF
| Copa             | Sede           | Resultado  |
| ---------------- | -------------- | ---------- |
| Copa de Oro 2007 | Estados Unidos | Subcampeón |

### Participaciones en Juegos Olímpicos
| Copa                     | Sede   | Resultado    |
| ------------------------ | ------ | ------------ |
| Juegos Olímpicos de 2004 | Atenas | Primera fase |

## Clubes

### Como jugador
| Club             | País   | Año       | PJ  | Goles |
| ---------------- | ------ | --------- | --- | ----- |
| UNAM             | México | 1998-2001 | 50  | 5     |
| Atlético Celaya  | México | 2001-2002 | 24  | 1     |
| UNAM             | México | 2002-2005 | 100 | 22    |
| Tigres UANL      | México | 2005-2007 | 67  | 12    |
| Cruz Azul        | México | 2007-2010 | 90  | 15    |
| Monarcas Morelia | México | 2010-2012 | 69  | 12    |
| UNAM             | México | 2012-2013 | 10  | 1     |

### Como entrenador
| Club               | País   | Año           | PJ  | PG | PE | PP | Efectividad |
| ------------------ | ------ | ------------- | --- | -- | -- | -- | ----------- |
| Querétaro          | México | 2017          | 36  | 11 | 9  | 16 | 38.89%      |
| Selección Olímpica | México | 2018-2021     | 24  | 16 | 6  | 2  | 75%         |
| Necaxa             | México | 2022          | 31  | 11 | 7  | 13 | 43.01%      |
| Selección Absoluta | México | 2023-2024     | 21  | 10 | 4  | 7  | 53.97%      |
| Pachuca            | México | 2025-presente | 11  | 6  | 1  | 4  | 57.58%      |
| Total              | Total  | Total         | 123 | 54 | 27 | 42 | 51.22%      |

## Palmarés

### Como jugador

#### Títulos nacionales
| Título                     | Club                 | Sede   | Año           |
| -------------------------- | -------------------- | ------ | ------------- |
| Primera División de México | Universidad Nacional | México | Clausura 2004 |
| Primera División de México | Universidad Nacional | México | Apertura 2004 |
| Campeón de Campeones       | Universidad Nacional | México | 2003-04       |

#### Títulos amistosos
| Título                   | Club                 | Sede   | Año  |
| ------------------------ | -------------------- | ------ | ---- |
| Trofeo Santiago Bernabéu | Universidad Nacional | Madrid | 2004 |
| Superliga                | Monarcas Morelia     | Boston | 2010 |

### Como entrenador

#### Títulos nacionales
| Título              | Club      | Sede   | Año  |
| ------------------- | --------- | ------ | ---- |
| Supercopa de México | Querétaro | México | 2017 |

#### Títulos internacionales
| Título                  | Club                       | Sede           | Año  |
| ----------------------- | -------------------------- | -------------- | ---- |
| Juegos Panamericanos    | Selección sub-23 de México | Perú           | 2019 |
| Preolímpico de Concacaf | Selección sub-23 de México | México         | 2020 |
| Juegos Olímpicos        | Selección sub-23 de México | Tokio          | 2020 |
| Copa Oro de la Concacaf | Selección de México        | Estados Unidos | 2023 |